# Тешуков, Владимир Михайлович
Владимир Михайлович Тешуко́в (2 марта 1946 года, Барановичи, Брестская обл., БССР — 22 апреля 2008 года, Новосибирск) — советский, российский учёный-механик, член-корреспондент Российской академии наук (с 2003).

## Биография
Родился в семье военнослужащего. В 1958 году семья переехала в Новосибирск.
В 1969 году окончил механико-математический факультет НГУ, в 1972 году — аспирантуру Института гидродинамики СО АН СССР с защитой кандидатской диссертации. Ученик Л. В. Овсянникова.
В 1989 году защитил докторскую диссертацию, в 1991 году присвоено ученое звание профессора, в 2003 году был избран членом-корреспондентом РАН. В 2004—2008 годах директор Института гидродинамики имени М. А. Лаврентьева СО РАН.
Преподавал в Новосибирском государственном университете. С 1989 года заведовал кафедрой гидродинамики НГУ.
Основные труды в области механики жидкости и газа. Автор и соавтор более 80 научных работ, в том числе четырёх монографий.
Скончался после тяжёлой продолжительной болезни.

## Награды и премии

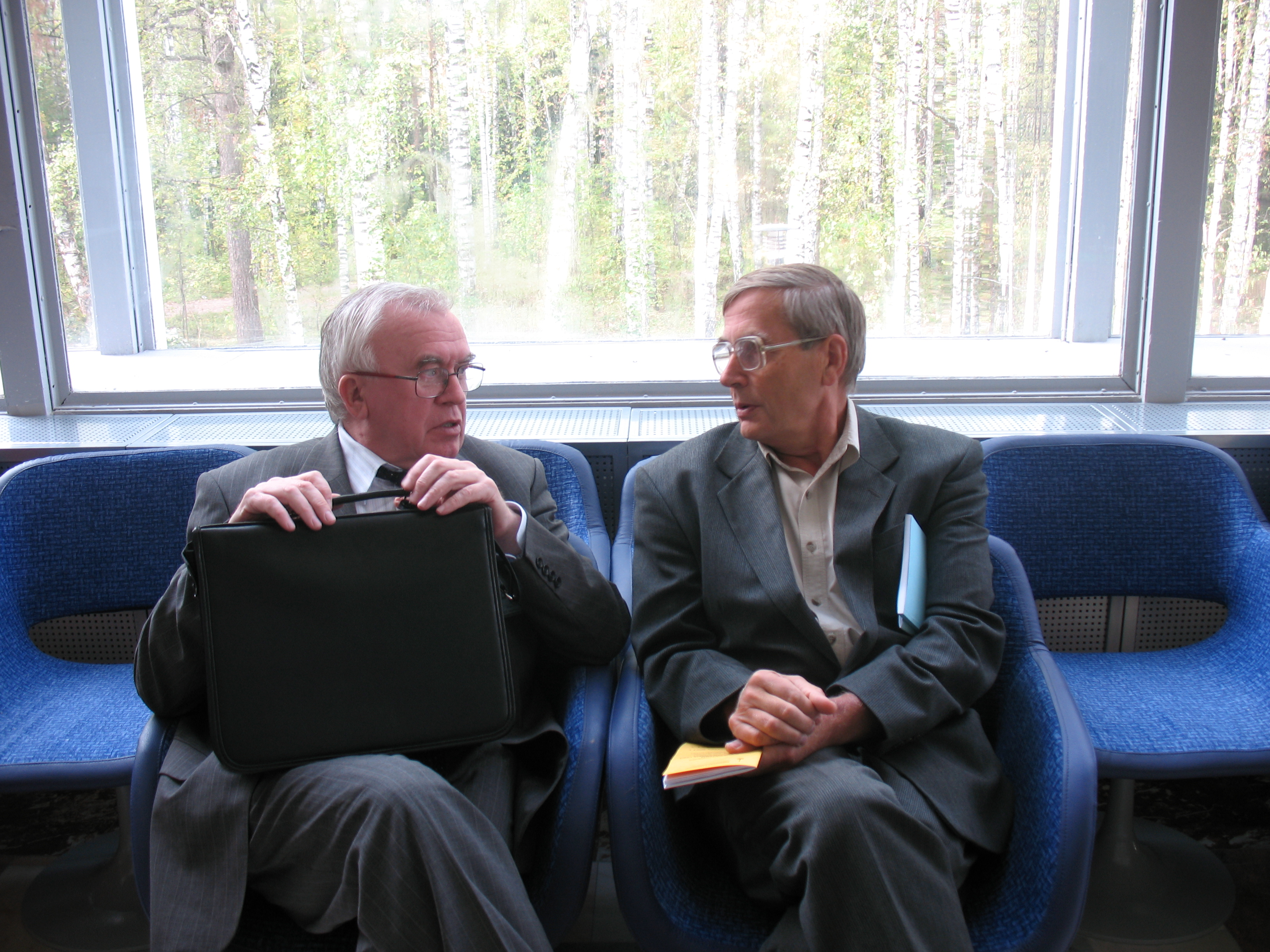
Тешуков В. М. (слева) и В. Ю. Ляпидевский во время празднования 50-летия ИГиЛ СО РАН

- Лауреат Государственной премии Российской Федерации в области науки и техники (2003, в авторском коллективе А. А. Бармин, А. Г. Куликовский, Г. А. Любимов, В. Ю. Ляпидевский, Е. А. Пушкарь, Е. И. Свешникова, А. П. Чугайнова) за работу «Нелинейные волны в сплошных средах, описываемые гиперболическими системами уравнений высокого порядка: разрывы и их структуры».[3]
- Премия имени М. А. Лаврентьева РАН за цикл работ: «Распределение нелинейных волн в жидкостях и газах» (2000)
- Медаль ордена «За заслуги перед Отечеством» II степени (2008) «За большой вклад в становление и развитие академической науки в Сибири».[4]

## Память

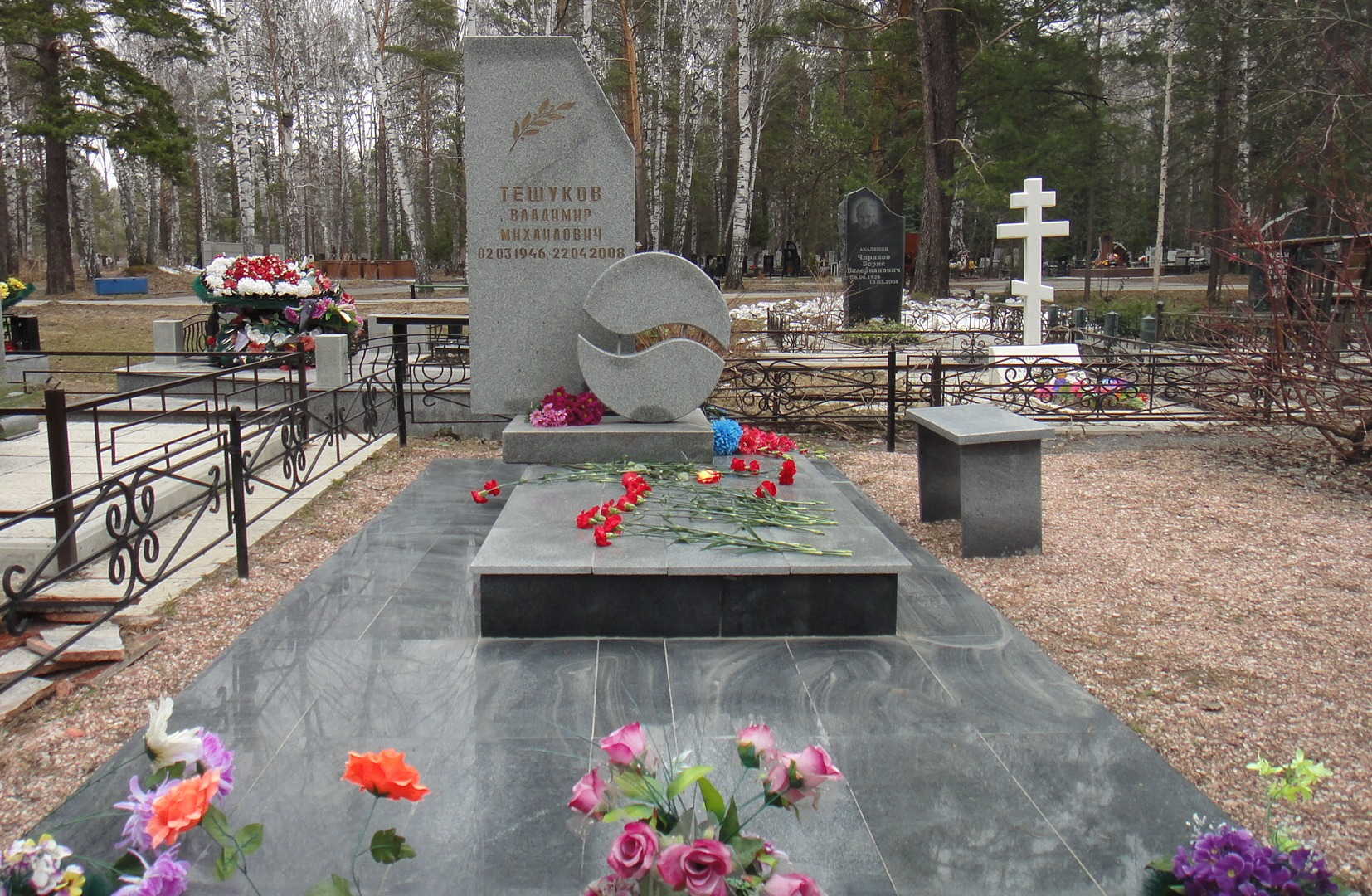
могила на Южном кладбище

Похоронен в Новосибирске на Южном кладбище.